# Skalltorp

Skalltorp är en herrgård i Östra Vingåkers socken, Katrineholms kommun vid sjön Bjälken.
Skalltorp byggdes upp på 1600-talet och består idag av sex rödfärgade flyglar, av vilka den norra rektangulära härstammar från 1640-talet. Huvudbyggnaden ändrades under 1700-talet då den fick ett brutet tak samtidigt som fasaderna putsades. Bakom huvudbyggnaden ligger den före detta statarbyggnaden med vällingklocka. Ladugårdsbyggnaderna uppfördes 1924 på de äldre byggnadernas plats.